# Urogryllacris
Urogryllacris is een geslacht van rechtvleugeligen uit de familie Gryllacrididae. De wetenschappelijke naam van dit geslacht is voor het eerst geldig gepubliceerd in 1997 door Rentz.

## Soorten
Het geslacht Urogryllacris  is monotypisch en omvat slechts de volgende soort:
- Urogryllacris gwinganna (Rentz, 1997)